# Savica

Savica-fallet är ett tvåstegsfall (38 m + 51 m) på en klippvägg ovan sjön Bohinj i Triglavs nationalpark. Fallet räknas som källa till floden Sava Bohinjka (”Bohinjer Sava”) och har en intressant karsthydrologi. Vattnet till fallet kommer huvudsakligen från sjöarna i den hängande högfjällsdalen Dolina Triglavskih jezer (”Triglavsjöarnas dal) , vilken slutar ca. 1320 m höjd på toppen av klippan, där den lägst liggande Triglav-sjön ligger. Från den lägsta sjön söker sig vatten genom underjordiska dräneringskanaler i klippväggen och kommer åter i dagen ca. 500 m lägre ned i terrängen, i en karstkälla/grottsifon strax ovan fallet. Under snösmältning och vid tillfällen med stor nederbörd, faller flera fall över klippväggen, bland annat ett periodiskt över 600 m högt vattenfall.
Österrikiska armén anlade 1916 ett litet vattenkraftverk precis nedströms om fallet, för att under första världskriget förse en linbana som fraktade förnödenheter över Komna-platån till Isonzofronten med ström . Det är ett tekniskt minnesmärke.
Lövskog, främst av bok, växer under den sydost-vända klippväggen, på vilken den endemiska blåa Bohinjer-irisen (Iris cengialtii f. vochinencis) blommar under våren. Från skogen runt fallet brukar, bl.a., mindre flugsnappare, bergsångare och gråspett rapporteras.
Slap Savica är i Slovenien känt från nationaleposet ”Dopet vid Savica”, där händelserna utspelar sig vid tiden för Krains kristnande.

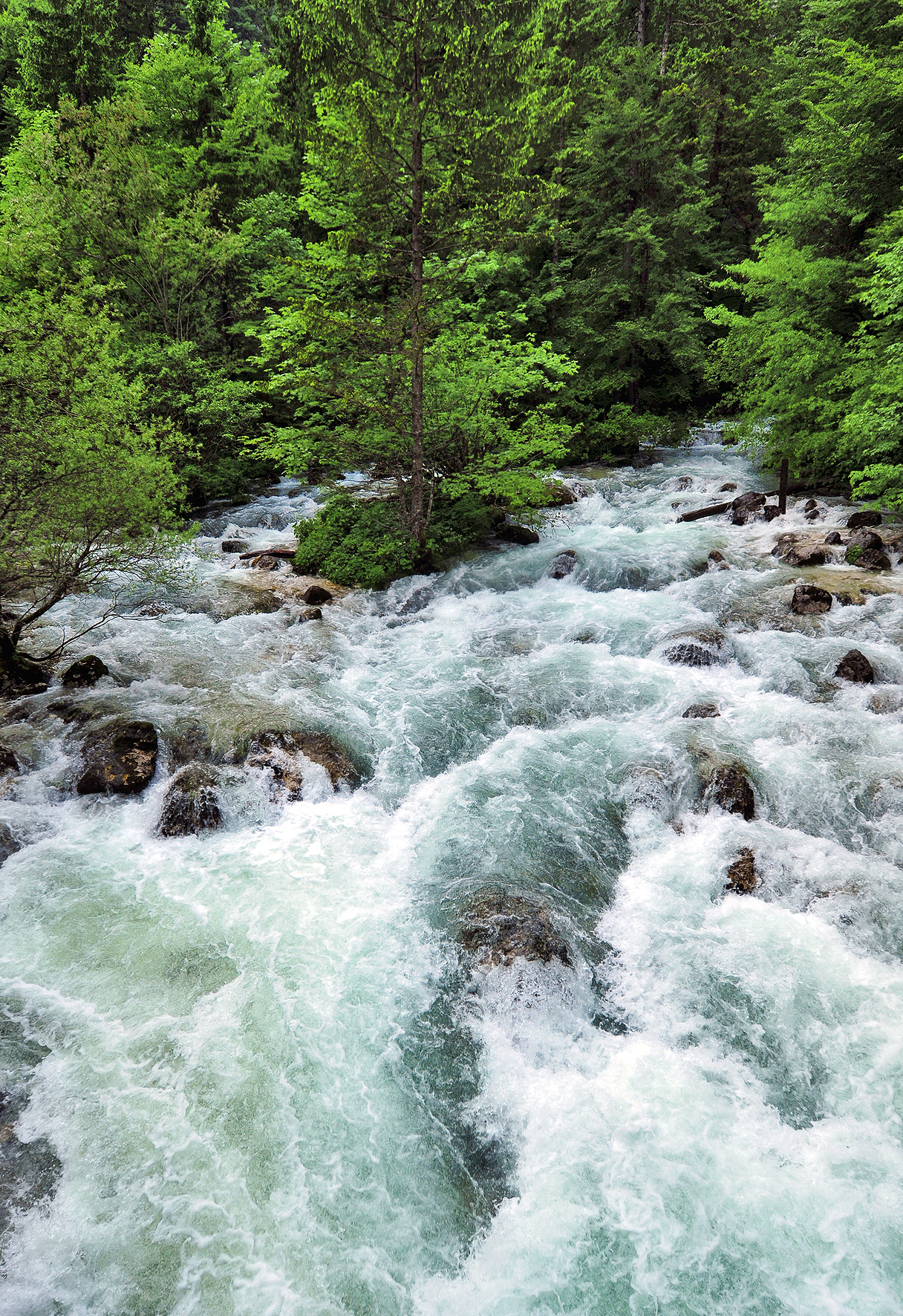
Forsar nedanströms om fallet.
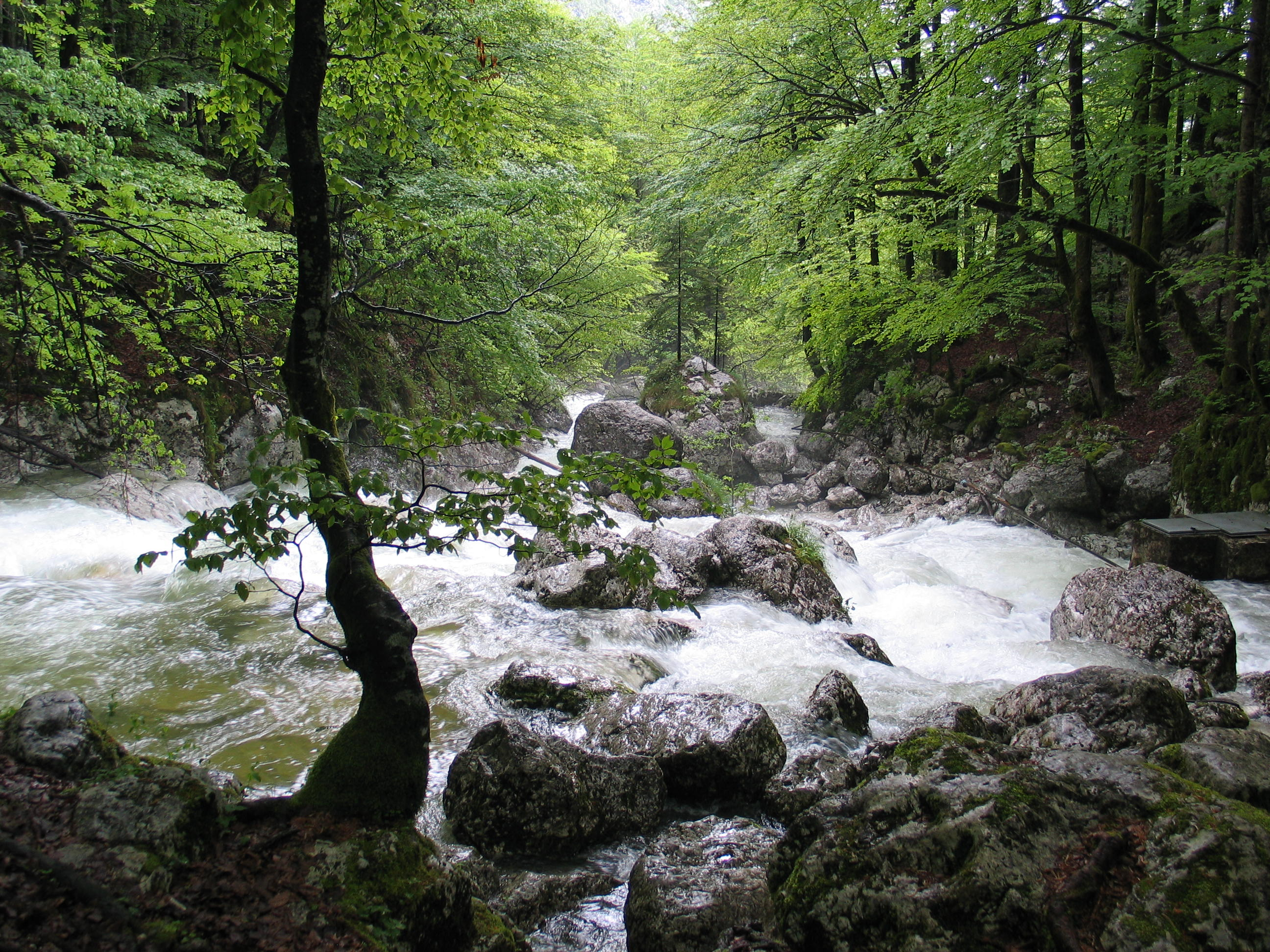
Den unga floden Sava Bohinjka.